# 連積棋
連積棋（Omega），是西班牙人Néstor Romeral Andrés在2010年推出兩到四人的棋類。

## 棋具
- 通常採用7*7*7的六角格棋盤。
- 棋子共用，顏色種類等於玩家總數。

## 棋規
- 開始前，每方先選一種棋子顏色。
- 每方回合需下全部顏色棋子各一枚在空棋格。
- 棋盤滿子時，遊戲結束，每方得到自己顏色的分數，多分者勝。
  - 每種顏色的分數等於每個同色棋塊的棋子總數的相乘數。[2]

## 外部連結
- 遊戲介紹 （页面存档备份，存于）
- 遊戲下載 （页面存档备份，存于）